# 里查孙陨击坑

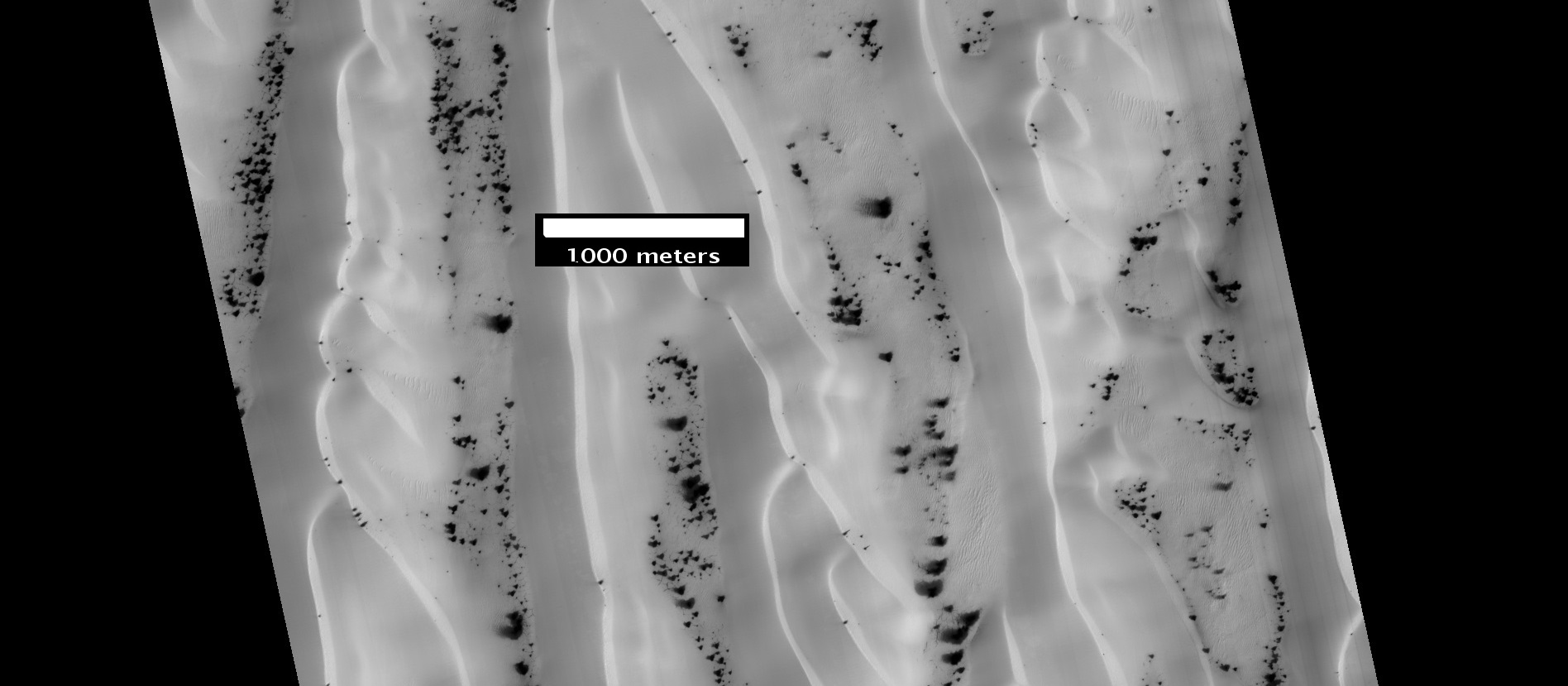
高分辨率成像科学设备显示的里查孙陨击坑中的沙丘和融霜点，据信有时黑点及其周围存在液态水膜。

里查孙陨击坑（Richardson）是火星南海区的一座撞击坑，中心坐标位于南纬72.6度、西经180.4度处，直径95.9公里。其名称取自英国天文学家欧文·威廉斯·里查孙(1879年—1959年），1973年被国际天文联合会行星系统命名工作组批准接受。

## 另请查看
- 火星气候
- 火星地质
- 火星间歇泉
- 撞击坑
- 撞击事件
- 火星撞击坑
- 火星矿石资源
- 行星体系命名法
- 火星水文